# Дромон
Дромон (от др.-греч. δρόμος — бег) — быстроходное парусно-гребное судно византийского военно-морского флота с V по XII век.
Изначально это был лёгкий, быстроходный (название в переводе означает — «бегун») и маневренный корабль с одним рядом вёсел (или, возможно, двумя), возникший как разновидность позднеримской либурны — основы флота Империи ещё со времён Августа. Видимо, это было неофициальное обозначение. Формально в ранневизанитийское время продолжали использоваться термины «монера», «диера», «триера» и другие античные названия. Не вполне понятно также, как соотносились такие названия, как дромон и chélandion — «хеландион», «хеландия», «геландия». Обычно считается, что это были корабли одного класса, но различных типов.
На протяжении своего существования дромон прошёл через длительный эволюционный процесс, в ходе которого стал качественно новым кораблём. Постепенно появилось латинское парусное вооружение, античный таран-ростр был заменен надводным бивнем — шпироном, корпус стал строиться по «скелетной» технологии, без соединяющих пояса обшивки шипов, и получил развитый набор из киля, шпангоутов, палубных бимсов и стрингеров. К IX веку, после исчезновения более крупных полирем, дромон уже стал тяжёлым парусно-гребным кораблём. В этом виде дромон имел 1—2 ряда вёсел, сравнительно высокие борта и боевые площадки на носу и корме, где располагались галереи для лучников и находились катапульты. Крупные корабли могли иметь предназначенную для воинов башню или две башни примерно посередине корпуса. Парусное вооружение состояло из 1—2, реже 3 мачт с латинскими парусами. Рулевое устройство составляли два навесных весла, по одному на каждый борт.
Начиная со второй половины VII века (673 г.), дромоны оснащались огнеметными устройствами — сифонами, закрытыми котлами с медными трубами для метания «греческого огня», которые под давлением выбрасывали на 10-15 метров факел горящих нефтепродуктов.
Согласно современным представлениям и реконструкциям, длина судна варьировалась от 30 до 50 метров, ширина — от 4,5 до 7 метров. Экипаж составлял, в зависимости от размера, от 100 до 300 человек. Корпус имел достаточно полные обводы, сильно наклонённый вперёд закруглённый форштевень без подводного тарана и такой же ахтерштевень, оканчивающийся высоким акростолем или же парными хвостовыми украшениями. Гребцы нижнего яруса располагались под палубой, на установленных внутри корпуса скамьях, а верхнего — на сидениях, прикреплённых к палубе, каждый из них имел собственное весло. Все эти данные являются весьма оценочными и приблизительными, так как в целом о византийском флоте мы имеем очень мало данных.
Дромоны по византийскому образцу строили и в арабском мире, и в средиземноморской Европе, например в Италии при Теодорихе (рубеж V—VI вв. н. э.). Это был не только боевой, но и торговый корабль, причём вероятно, что торговые варианты отличались от военных конструктивно. Существовали также специализированные транспортные дромоны и хеландии в составе византийского флота, в основном служащие для перевозки лошадей.
К XII веку дромоны собственного византийского типа, видимо, устарели и были вытеснены классическими галерами итальянского образца.
В XIX веке название «дромон» было возрождено для кораблей вновь созданного греческого флота, в котором паровые фрегаты именовались греч. Ατμοδρόμων (атмодромон -паровой дромон), а броненосные фрегаты (броненосцы) — греч. Θωρακοδρόμων («торакодромон»; буквально — «бронированный дромон»).